# Фейзен – Руссійон – Пон-де-Кле (пропіленопровід)
Фейзен – Руссійон – Пон-де-Кле (пропіленопровід) – продуктопровід для транспортування пропілену на сході Франції.
Створений у 1960-х роках в Фейзені нафтопереробний та нафтохімічний майданчик продукує велику кількість пропілену, транспортування якого споживачам з 1972-го можливе за допомогою трубопроводу Transguil. Ця система має довжину 140 км, діаметр 200 мм та 150 мм і максимальну пропускну здатність у 0,25 млн тонн на рік.
Траса пропіленопроводу спершу прямує від Фейзену на південь та живить завод кормових добавок у Ле-Рош-де-Кондріє, що використовує пропілен для продукування акролеїну, та хімічний завод Ле-Пеаж-де-Руссійон, потужність якого станом на середину 2010-х становила 110 тисяч тонн фенолу, 185 тисяч тонн ацетону та 80 тисяч тонн ізопропанолу (можливо відзначити, що на початку 2020-х в Ле-Пеаж-де-Руссійон запустили термінал розвантаження цистерн з пропіленом, оскільки поставки по пропіленопроводу були недостатніми).
Після Руссійону траса завертає на схід до Пон-де-Кле, де також раніше працювало виробництво фенолу та оксиду пропілену. Наразі воно виведене з експлуатації, а відповідна ділянка пропіленопроводу заповнена інертним азотом.
Трохи на схід від Руссійону з трубопроводом сполучене підземне сховище пропілену в Ле-Гран-Серр.